# 新北市政府警察局
新北市政府警察局（簡稱新北市警察局、新北市警局、新北警局、NTPD），為新北市最高警察行政機關，雙重隸屬於內政部警政署及新北市政府，負責新北市內治安之維護及市內所有警察行政、人事、教育及訓練等事務。
新北市政府警察局總局廳舍沿用台北縣政府舊廈，下轄板橋、海山、新莊、三重、蘆洲、中和、永和、樹林、汐止、新店、淡水、金山、瑞芳、土城、三峽、林口等16個分局。

## 歷史沿革
- 1946年1月16日，臺北縣警察局成立，暫借臺北市樺山町舊臺北市警察部辦公，下設海山區警察所、汐止區警察所、文山區警察所、淡水區警察所、新莊區警察所、基隆區警察所。
- 1949年8月，臺北縣警察局各「區警察所」改為「分局」。
- 1950年9月，臺北縣警察局基隆分局金山分駐所改為臺北縣警察局直屬金山分駐所，臺北縣警察局直轄分駐所改為臺北縣警察局直屬板橋分駐所。
- 1952年，臺北縣警察局實施分局名稱改正，基隆分局改為瑞芳分局，海山分局改為樹林分局，文山分局改為新店分局。
- 1998年7月1日，臺北縣消防局成立，臺北縣警察局消防業務移交臺北縣消防局。
- 2002年1月1日，臺北縣警察局更名為臺北縣政府警察局。
- 2003年4月19日，臺北縣政府警察局成立騎警隊，為中華民國警察史上第一支騎警隊。
- 2007年1月9日，臺北縣政府警察局進駐臺北縣政府舊廈（臺北縣板橋市府中路32號）。
- 2010年12月25日，臺北縣升格為新北市，原臺北縣政府警察局更名為新北市政府警察局。
- 2014年1月13日，新北市政府警察局成立警犬隊，隸屬刑事警察大隊。

## 組織編制

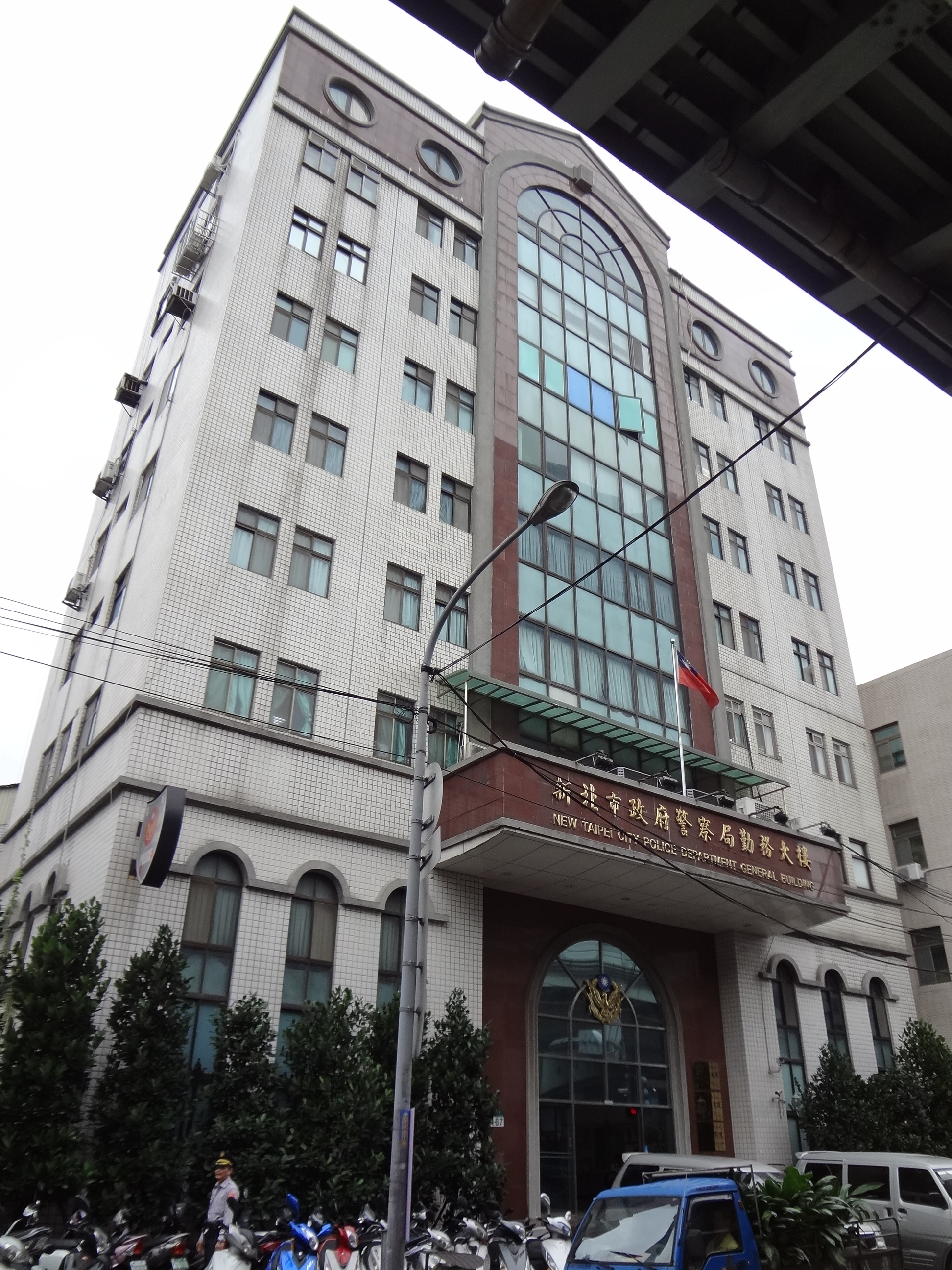
新北市政府警察局勤務指揮中心，位於新北市中和區

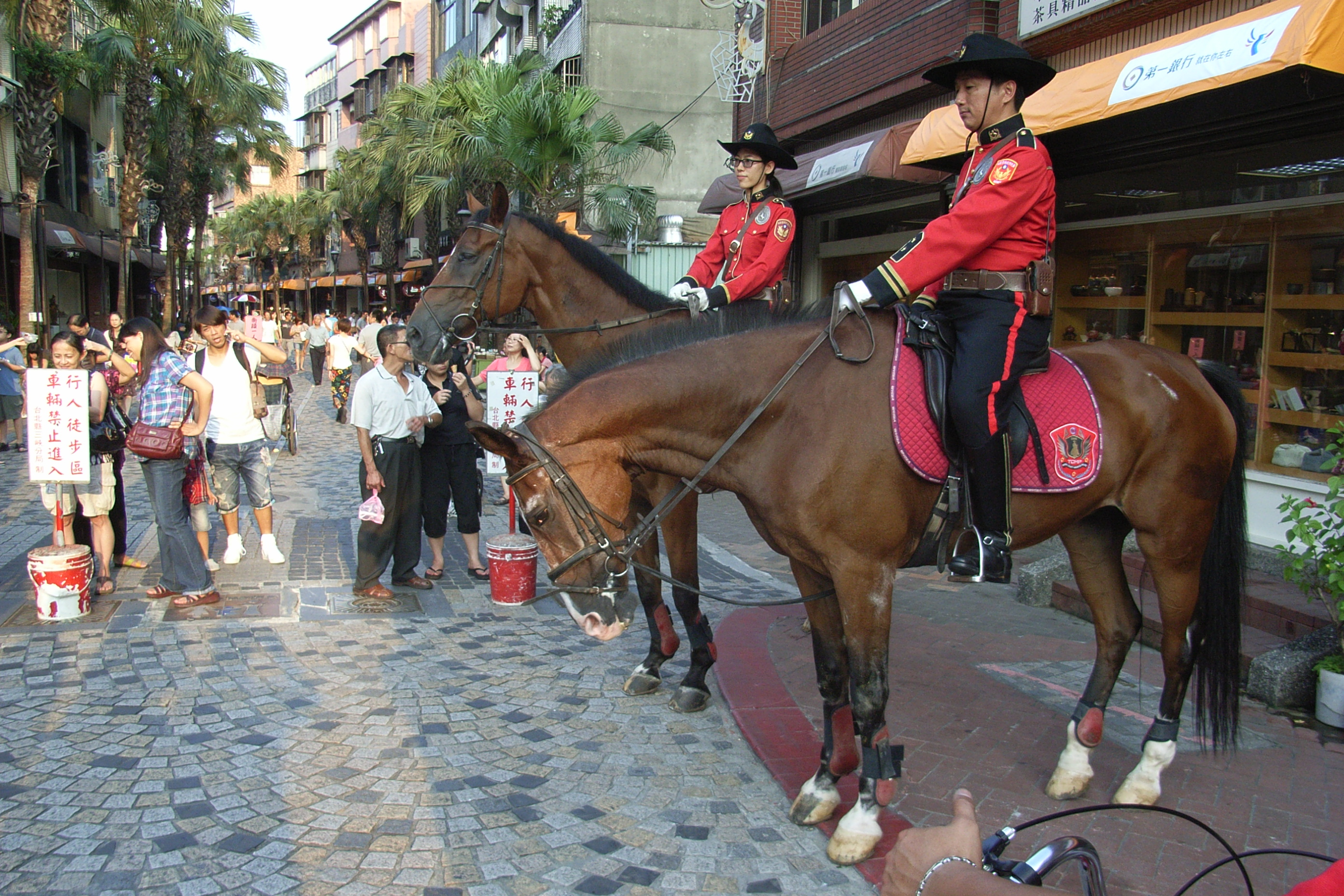
新北市政府警察局騎警隊於鶯歌陶瓷老街執勤

### 局本部
- 局長（1人，警監）
  - 副局長（3人，警監）
  - 主任秘書（1人，警監）
  - 督察長（1人，警監）
  - 警政監（10人，警監）
  - 科長（8人，警正）
  - 主任（7人，警正）
  - 督察（18人，警正）
  - 秘書（5人，警正）
    - 技正（3人，薦任第八職等至第九職等）
    - 專員（21人，警正）
    - 股長（44(4)人，警正）
    - 督察員（18人，警正）
    - 警務正（136人，警正）
    - 警務員（22人，警正）
    - 技士（10人，委任第五職等或薦任第六職等至第七職等）
    - 巡官（46人，警佐或警正）
      - 警務佐（30人，警佐或警正）
      - 巡佐（10人，警佐或警正）
      - 技佐（14人，委任第四職等至第五職等）
      - 警員（59人，警佐）
      - 辦事員（48人，委任第三職等至第五職等）
      - 書記（85人，委任第一職等至第三職等）

#### 各分局
- 分局長（15人，警正或警監）
  - 副分局長（30人，警正）
    - 組長（90人，警正）
    - 主任（30人，警正）
    - 隊長（30人，警正）
    - 副隊長（30人，警正）
    - 督查員（15人，警佐或警正）
    - 警務員（223人，警佐或警正）
    - 所長（162人，由警正警務員、警正巡官、警正巡佐兼任）
    - 分隊長（15人，警佐或警正）
    - 巡官（244人，警佐或警正）
    - 副所長（162人，由警正巡官、警正巡佐、警正警員兼任）
      - 警務佐（123人，警佐或警正）
      - 小隊長（30人，警佐或警正）
      - 巡佐（693人，警佐或警正）
      - 警員（4,830人，警佐）
      - 辦事員（30人，委任第三職等至第五職等）
      - 書記（71人，委任第一職等至第三職等）

#### 刑事警察大隊
- 大隊長（1人，警正或警監）
  - 副大隊長（2人，警正）
  - 隊長（9人，警正）
  - 組長（8人，警正）
  - 主任（1人，警正）
  - 技正（1人，薦任第七職等至第八職等）
  - 專員（5人，警正）
  - 副隊長（9人，由警正警務員兼任）
  - 督查員（4人，警佐或警正）
  - 警務員（71人，警佐或警正）
  - 分隊長（38人，警佐或警正）
  - 偵查員（90人，警佐或警正）
  - 技士（1人，委任第五職等或薦任第六職等至第七職等）
    - 警務佐（8人，警佐或警正）
    - 小隊長（335人，警佐或警正）
    - 偵查佐（1,004人，警佐或警正）
    - 技佐（1人，委任第四職等至第五職等）
    - 辦事員（16人，委任第一職等至第三職等）
    - 書記（28人，委任第一職等至第三職等）

#### 保安警察大隊
- 大隊長（1人，警正或警監）
  - 副大隊長（1人，警正）
  - 組長（3人，警正）
  - 主任（2人，警正）
  - 中隊長（4人，警正）
  - 督查員（4人，警佐或警正）
  - 副中隊長（4人，警佐或警正）
  - 警務員（4人，警佐或警正）
  - 分隊長（16人，警佐或警正）
    - 警務佐（2人，警佐或警正）
    - 小隊長（69人，警佐或警正）
    - 警員（416人，警佐）
    - 辦事員（3人，委任第一職等至第三職等）
    - 書記（4人，委任第一職等至第三職等）

#### 交通警察大隊
- 大隊長（1人，警正或警監）
  - 副大隊長（2人，警正）
  - 組長（6人，警正）
  - 主任（2人，警正）
  - 中隊長（6人，警正）
  - 督查員（8人，警佐或警正）
  - 警務員（25人，警佐或警正）
  - 分隊長（32人，警佐或警正）
  - 技士（2人，委任第五職等或薦任第六職等至第七職等）
    - 技佐（3人，委任第四職等至第五職等）
    - 警務佐（10人，警佐或警正）
    - 小隊長（180人，警佐或警正）
    - 警員（1,084人，警佐）
    - 辦事員（1人，委任第一職等至第三職等）
    - 書記（3人，委任第一職等至第三職等）

#### 少年警察隊
- 隊長（1人，警正）
  - 副隊長（1人，警正）
  - 組長（3人，警正）
  - 督查員（1人，警佐或警正）
  - 警務員（3人，警佐或警正）
  - 分隊長（3人，警佐或警正）
  - 偵查員（8人，警佐或警正）
    - 警務佐（2人，警佐或警正）
    - 小隊長（4人，警佐或警正）
    - 偵查佐（23人，警佐或警正）
    - 辦事員（2人，委任第一職等至第三職等）
    - 書記（1人，委任第一職等至第三職等）

#### 婦幼警察隊
- 隊長（1人，警正）
  - 副隊長（1人，警正）
  - 組長（2人，警正）
  - 督查員（1人，警佐或警正）
  - 警務員（4人，警佐或警正）
  - 分隊長（2人，警佐或警正）
    - 小隊長（5人，警佐或警正）
    - 偵查佐（9人，警佐或警正）
    - 警員（30人，警佐）
    - 辦事員（1人，委任第一職等至第三職等）
    - 書記（1人，委任第一職等至第三職等）

### 局內單位
- 中心
  - 勤務指揮中心
  - 刑事鑑識中心
  - 民防管制中心

- 科室[1]
  - 行政科
  - 保安科
  - 訓練科
  - 防治科
  - 外事科
  - 後勤科
  - 秘書室
  - 督察室
  - 保防科
  - 法制室
  - 公共關係室
  - 資訊室
  - 會計室
  - 統計室
  - 人事室
  - 政風室

### 所屬機關

#### 直屬（大）隊
- 刑事警察大隊
- 保安警察大隊
- 交通警察大隊
- 婦幼警察隊
- 少年警察隊

#### 分局
- 目前：下轄16個分局、158個分駐（派出）所及2個山地檢查所。

| 分局名稱 | 轄區                                                              | 地址                  | 人口    | 面積   | 創立時間                                                                                | 分駐（派出所） | 網址                                                           |
| -------- | ----------------------------------------------------------------- | --------------------- | ------- | ------ | --------------------------------------------------------------------------------------- | --- | -------------------------------------------------------------- |
| 板橋分局 | 板橋區西南56個里                                                  | 板橋區文化路一段52號  | 246,224 | 10.9   | 1946年1月16日直轄分駐所 1950年9月直屬板橋分駐所 1958年7月板橋分局                       | 沙崙、板橋、後埔、信義、大觀 | www.banqiao.police.ntpc.gov.tw                                 |
| 海山分局 | 板橋區東北70個里                                                  | 板橋區漢生東路195號   | 310,578 | 12.56  | 1993年3月1日                                                                            | 埔墘、海山、新海、江翠、文聖 | www.haishan.police.ntpc.gov.tw                                 |
| 三重分局 | 三重區                                                            | 三重區重新路三段147號 | 390,242 | 16.3   | 1964年1月1日                                                                            | 二重、三重、大同、大有、中興橋、永福、光明、長泰、厚德、重陽、慈福                                                                                             | https://www.sanchong.police.ntpc.gov.tw （页面存档备份，存于） |
| 新莊分局 | 新莊區                                                            | 新莊區中正路150號三樓 | 416,524 | 19.74  | 1946年1月16日新莊區警察所 1949年8月新莊分局                                             | 新莊、福營、中港、中平、頭前、光華、丹鳳、五工、新樹、昌平 | www.xinzhuang.police.ntpc.gov.tw                               |
| 中和分局 | 中和區                                                            | 中和區圓通路30號      | 414,266 | 20.1   | 1981年中和分局 2009年3月31日中和第一分局2016年10月25日與中和第二分局合併為中和分局      | 秀山、南勢、中和、安平、景安、員山、國光、錦和、積穗、中原 | www.zhonghe.police.ntpc.gov.tw                                 |
| 永和分局 | 永和區                                                            | 永和區竹林路198號     | 232,428 | 5.7    | 1967年7月1日                                                                            | 中正橋、永和、秀朗、得和、新生 | www.yonghe.police.ntpc.gov.tw                                  |
| 新店分局 | 新店區、深坑區、石碇區、坪林區、烏來區                            | 新店區北新路一段86號  | 340,333 | 777.32 | 1946年1月16日文山區警察所 1949年8月文山分局 1952年新店分局                              | 江陵、碧潭、安康、安和、雙城、青潭、頂城、直潭、屈尺、龜山、深坑、石碇、豐田、中民、楓子林、碧山、坪林、漁光、石嘈、闊瀨、金溪、烏來、桶壁、孝義、哪哮、德拉楠 | www.xindian.police.ntpc.gov.tw                                 |
| 蘆洲分局 | 蘆洲區、五股區、八里區                                            | 蘆洲區長榮路200號     | 324,860 | 82.5   | 1989年3月10日                                                                           | 蘆洲、三民、延平、集賢、五股、成州、德音、更寮、八里、龍源 | www.luzhou.police.ntpc.gov.tw                                  |
| 土城分局 | 土城區                                                            | 土城區和平路22號      | 239,410 | 29.5   | 1994年4月15日                                                                           | 土城、清水、頂埔、廣福、金城 | www.tucheng.police.ntpc.gov.tw                                 |
| 樹林分局 | 樹林區（柑園里第8、13-37鄰、南園里第5、8-52鄰除外）               | 樹林區保安街一段283號 | 180,331 | 33.1   | 1987年1月19日                                                                           | 樹林、三多、山佳、柑園、彭厝 | www.shulin.police.ntpc.gov.tw                                  |
| 三峽分局 | 三峽區、鶯歌區、樹林區柑園里第8、13-37鄰、樹林區南園里第5、8-52鄰 | 三峽區中正路一段48號  | 193,860 | 212.6  | 1946年1月16日海山區警察所 1949年8月海山分局 1952年樹林分局 1963年遷至三峽鎮更名三峽分局 | 三峽、五寮、吉埔、圳頭、成福、插角、橫溪、鳳鳴、湖山、鶯歌、二橋、北大                                                                                         | www.sanxia.police.ntpc.gov.tw                                  |
| 淡水分局 | 淡水區、三芝區                                                    | 淡水區中正路229號     | 170,815 | 136.5  | 1946年1月16日淡水區警察所 1949年8月淡水分局                                             | 中山路、中正路、水源、水碓、竹圍、賢孝、興仁、三芝、后厝、興華                                                                                                 | www.tamsui.police.ntpc.gov.tw                                  |
| 汐止分局 | 汐止區                                                            | 汐止區大同路二段459號 | 191,073 | 71.2   | 1946年1月16日七星區警察所 1949年8月汐止分局                                             | 長青、東山、汐止、社后、長安、烘內、橫科 | www.xizhi.police.ntpc.gov.tw                                   |
| 金山分局 | 金山區、萬里區、石門區                                            | 金山區民生路65號      | 57,454  | 163.8  | 1990年6月1日 （原屬臺北縣警察局金山分駐所）                                             | 萬里、崁腳、野柳、大鵬、金山、中角、重光、石門、乾華、老梅 | www.jinshan.police.ntpc.gov.tw                                 |
| 瑞芳分局 | 瑞芳區、貢寮區、平溪區、雙溪區                                    | 瑞芳區明燈路三段25號  | 70,070  | 386    | 1946年1月16日基隆區警察所 1949年8月基隆分局 1952年瑞芳分局                              | 九份、水湳洞、大寮、四腳亭、侯硐、金瓜石、瑞芳、鼻頭、瑞濱、東勢格、十分、平溪、柑腳、牡丹、和美、貢寮、卯澳、吉林、澳底、福隆、太平、雙溪、平林               | www.ruifang.police.ntpc.gov.tw                                 |
| 林口分局 | 林口區、泰山區                                                    | 林口區忠孝二路57號    | 185,012 | 73.31  | 2018年1月29日                                                                           | 泰山、明志、林口、文化、瑞平、下福、文林、忠孝 | www.linkou.police.ntpc.gov.tw                                  |

## 歷任局長
本表列出台北縣及升格為新北市後的歷任局長。
| 任次                                   | 姓名                                   | 就任時間                               | 卸任時間                               | 備註                                                                |
| 台北縣警察局局長、台北縣政府警察局局長 | 台北縣警察局局長、台北縣政府警察局局長 | 台北縣警察局局長、台北縣政府警察局局長 | 台北縣警察局局長、台北縣政府警察局局長 | 台北縣警察局局長、台北縣政府警察局局長                              |
| -------------------------------------- | -------------------------------------- | -------------------------------------- | -------------------------------------- | ------------------------------------------------------------------- |
| 1                                      | 何顥                                   | 1946年1月                              | 1946年4月                              |                                                                     |
| 2                                      | 黃麗川                                 | 1946年4月                              | 1947年6月                              |                                                                     |
| 3                                      | 黃一亞                                 | 1947年6月                              | 1948年1月                              |                                                                     |
| 4                                      | 黃展懷                                 | 1948年1月                              | 1948年6月                              |                                                                     |
| 5                                      | 劉琦                                   | 1948年6月                              | 1949年5月                              |                                                                     |
| 6                                      | 劉堅烈                                 | 1949年5月                              | 1952年6月                              |                                                                     |
| 7                                      | 劉清池                                 | 1952年6月27日                          | 1954年3月8日                           |                                                                     |
| 8                                      | 王魯翹                                 | 1954年3月8日                           | 1959年8月15日                          |                                                                     |
| 9                                      | 袁祖起                                 | 1960年8月5日                           | 1963年7月23日                          |                                                                     |
| 10                                     | 周辰                                   | 1963年7月23日                          | 1966年11月16日                         |                                                                     |
| 11                                     | 周昌嗣                                 | 1966年11月16日                         | 1972年1月25日                          |                                                                     |
| 12                                     | 曹極                                   | 1972年1月25日                          | 1974年8月22日                          |                                                                     |
| 13                                     | 李保宏                                 | 1974年8月22日                          | 1977年6月13日                          |                                                                     |
| 14                                     | 顏世錫                                 | 1977年6月13日                          | 1978年6月14日                          |                                                                     |
| 15                                     | 季錫斌                                 | 1978年6月14日                          | 1981年3月4日                           |                                                                     |
| 16                                     | 孟昭熙                                 | 1981年3月4日                           | 1984年1月7日                           |                                                                     |
| 17                                     | 林昭標                                 | 1984年1月7日                           | 1984年11月23日                         |                                                                     |
| 18                                     | 姚高橋                                 | 1984年11月23日                         | 1988年3月1日                           |                                                                     |
| 19                                     | 黃丁燦                                 | 1988年3月1日                           | 1991年7月16日                          |                                                                     |
| 20                                     | 余玉堂                                 | 1991年7月16日                          | 1992年10月1日                          |                                                                     |
| 21                                     | 王安邦                                 | 1992年10月1日                          | 1995年4月1日                           |                                                                     |
| 22                                     | 鄭清松                                 | 1995年4月1日                           | 1996年8月7日                           |                                                                     |
| 23                                     | 鄭榮進                                 | 1996年8月7日                           | 1998年2月25日                          |                                                                     |
| 24                                     | 劉勤章                                 | 1998年2月25日                          | 2002年3月28日                          |                                                                     |
| 25                                     | 黃茂穗                                 | 2002年3月28日                          | 2006年5月8日                           |                                                                     |
| 代理                                   | 張傳忠                                 | 2006年5月8日                           | 2006年5月25日                          | 副局長代理局長                                                      |
| 26                                     | 林國棟                                 | 2006年5月25日                          | 2010年12月25日                         | 臺北縣升格準直轄市                                                  |
| 新北市政府警察局局長                   |                                        |                                        |                                        |                                                                     |
| 1                                      | 伊永仁                                 | 2010年12月25日                         | 2014年1月16日                          | 原內政部警政署副署長 任內提前退休                                   |
| 代理                                   | 黃智喧                                 | 2014年1月16日                          | 2014年1月27日                          | 副局長代理局長                                                      |
| 2                                      | 陳國恩                                 | 2014年1月28日                          | 2015年3月31日                          | 原內政部警政署主任秘書 後陞任內政部警政署署長、海洋委員會海巡署署長 |
| 代理                                   | 蔡蒼柏                                 | 2015年4月1日                           | 2015年4月15日                          | 副局長代理局長 後陞任內政部警政署副署長、台中市政府警察局局長       |
| 3                                      | 胡木源                                 | 2015年4月16日                          | 2019年3月11日                          | 原刑事警察局局長 後陞任國家安全局副局長、國家安全會議副秘書長       |
| 4                                      | 陳檡文                                 | 2019年3月11日                          | 2021年1月15日                          | 原航空警察局局長 後陞任中央警察大學校長                             |
| 5                                      | 黃宗仁                                 | 2021年1月16日                          | 2023年1月15日                          | 原內政部警政署副署長屆齡退休                                        |
| 6                                      | 廖訓誠                                 | 2023年1月16日                          | 2025年8月1日                           | 原內政部警政署警政委員                                              |
| 7                                      | 方仰寧                                 | 2025年8月1日                           | 現任                                   | 原台灣警察專科學校校長                                              |

## 外部連結
- 新北市政府警察局 （页面存档备份，存于）（繁體中文）（英文）
- 新北市政府警察局的Facebook專頁（繁體中文）